# Cysterna kolejowa
Cysterna kolejowa – zbiornik wraz z wyposażeniem obsługowym i konstrukcyjnym, umieszczony w sposób trwały na podwoziu kolejowym.